# Pierre-Paul Boyer
Pour les articles homonymes, voir Général Boyer.
Pierre-Paul Boyer, né le 7 septembre 1787 à Metz, mort le 25 novembre 1864 à Dourdan, au sud-ouest de Paris, est un général français de l’Empire et de la Restauration et Monarchie de Juillet.

## Biographie
Volontaire dès 1803, sous-lieutenant en 1807 sous le Premier Empire, il est par la suite nommé colonel de cavalerie sous Louis-Philippe Ier le 14 septembre 1832 puis maréchal de camp le 11 novembre 1837. Premier aide-de-camp du duc de Nemour (1842), il termine sa carrière comme lieutenant-général (20 avril 1845), Grand Officier de la Légion d’honneur et chevalier de l’ordre royal et militaire de Saint-Louis. 

Il est créé baron Boyer héréditaire par lettres patentes du 26 juin 1845 avec règlement d’armoiries : de sinople à l’épée haute d'argent, montée et or et accostée de deux molettes aussi d'or.
Epoux de Agathe Robinet de Malleville (1786-1855), fille de Claude-Toussaint-Germain Robinet de Malleville (1747-1827), ancien commandant au régiment d'Enghien et maire d'Auxerre, chevalier de St-Louis et de la Légion d'Honneur, et de Agathe Imbert, Dame de Gatine (1748-1806), il décède sans postérité.

## Sources
- Louis de La Roque, Catalogue des gentilshommes en 1789, et. des familles anoblies ou titrées depuis le Premier Empire jusqu'a nos jours, 1806-1866: Bourbonnais, Nivernais et Donziais. Isle de France Artois, Flandre et Hainaut. Guienne. Franche Comté. Colonies, Dentu, 1865 (lire en ligne), p. 85
- Gustave Chaix d'Est-Ange, Dictionnaire des familles françaises anciennes ou notables à la fin du XIXe siècle, C. Hérissey, 1909 (lire en ligne), p. 89
- Albert (1844-1911) Auteur du texte Révérend, Les familles titrées et anoblies au XIXe siècle : Titres et confirmations de titres. Monarchie de juillet, 2e République, 2e Empire, 3e République 1830-1908 / par le Vte A. Révérend, 1909 (lire en ligne)